# Abubakari I
Abu Bakr, también conocido como Abubakari I o Bata Mande Bory, fue el quinto mansa (emperador) del Imperio de Malí en África occidental, reinando desde 1275 a 1285.
El ascenso de Abubakari al trono de Malí fue bastante fuera de lo ordinario, puesto que no era un descendiente de Sundiata Keita, fundador de la dinastía, por vía paterna sino materna, siendo su madre la hija de Sundiata. Este ascenso al trono, una rareza entre los Malinke, fue posiblemente justificado con base a costumbres bereberes de acuerdo al cronista Ibn Jaldún. El origen matrilineal del mandato de Abubakari puede haberle restado legitimidad, lo cual finalmente llevó a su caída.
Su coronación fue llevada a cabo por los miembros de la corte real, quiénes posiblemente lo veían como más susceptible a sus políticas. Comenzó el lento camino de reestructuración de Malí tras los 5 años de guerra civil y declive económico provocados por su antecesor. Levtzion especula que el ascenso de Abubakari pudo haber sido orquestado por Sakoura, un esclavo de gran importancia en el interior de la corte.
Al haber puesto a un mansa de poca legitimidad en el trono, Sakoura se vio en la posición de acumular más poder para sí mismo, lo cual finalmente culminó con el derrocamiento de Abubakari I y el ascenso del propio Sakoura al trono en 1285.